# جوزيف ويليام ماثيوز
جوزيف ويليام ماثيوز (بالإنجليزية: Joseph William Mathews)‏ هو عالم نبات جنوب أفريقي، ولد في 1871، وتوفي في 1949.